# De sterkste man van Nederland (film)
De sterkste man van Nederland is een Nederlandse film uit 2011 van Mark de Cloe uitgebracht als telefilm. De film ging in première op 15 januari 2011.
De film won in 2011 de Prix Europa in de categorie "beste televisieprogramma van het jaar".

## Verhaal
De twaalfjarige Luuk Bos heeft altijd gedacht dat zijn vader de sterkste man van de wereld is. Zijn moeder Dorien, die hem in haar eentje heeft opgevoed, vertelde hem vroeger de prachtigste verhalen daarover. Tijdens een bezoek aan een lokale Sterkste Man-competitie ontmoet hij een deelnemer, René Doornbos. Luuk denkt dat hij zijn vader heeft gevonden.

## Rolverdeling

### Hoofdrollen
- Loek Peters - René Doornbos
- Gonny Gaakeer - Lydia
- Femke Lakerveld - ex van René
- Finn Poncin - Stef
- Dick van den Toorn - Lodewijk
- Bas van Prooijen - Luuk Bos
- Ruud Drupsteen - man met hondje
- Korneel Evers - omroeper
- Ellik Bargai - mentor
- Thijs Feenstra - voetbalvader
- Robert Ruigrok van der Werve - broer Minke
- Suzan Boogaerdt - Dorien Bos

### Overige rollen
- Bram Zoontjes - zoon Lodewijk
- Lianne Zandstra - moeder Minke
- Ger Apeldoorn - autoverkoper
- Yenthe Dirks - Minke
- Sem Mol - ouderejaars 1
- Mitchell Dobbelaar - ouderejaars 2
- Tessa du Mee - buurvrouw
- Dennis van Beusekom - sterkste man
- Jarno Hams - Eelco Nijenhuis
- Marjolein Lagenburg - dochter Lodewijk
- Pieter Morselt - zoon voetbalvader
- Borre Stokdijk - kleine Luuk
- Jogchem van Hoffen - gymleraar
- Martin van Tulder - biologieleraar
- Davide Occelli - jonge René

## Crew
- Scenario - Brigitte Baake, Pieter Bart Korthuis, Maarten Lebens, Marga Visser
- Camera - Bert Pot
- Montage - Moek de Groot
- Production design - Eric Bernhard
- Kostuums - Monica Petit, Maartje Wevers
- Muziek - Rainer Hensel
- Geluid - Sander den Broeder
- Productie - Alain de Levita, Chantal van der Horst, Ronald Versteeg
- Productiemaatschappijen - AVP, Camelot, Elskes Kast Casting, Gripwise, Kemna Casting, KRO, Nijenhuis & de Levita Film & TV B.V., NL Film